# Glacier d’Arolla
Glacier d’Arolla – lodowiec o długości 4,8 km i powierzchni 13,17 km². Jest położony w Alpach Pennińskich w kantonie Valais w Szwajcarii.